# Parti de la liberté (Pays-Bas)
Pour les articles homonymes, voir Parti de la liberté.
Le Parti de la liberté (en néerlandais : Partij van de Vrijheid, abrégé en PvdV) est un parti politique conservateur-libéral ayant existé de 1946 à 1948. Il succède au Parti libéral d'État (en). En 1948, il fusionne avec une branche dissidente et libérale du Parti travailliste pour fonder le Parti populaire pour la liberté et la démocratie.

## Dirigeants
- Steven Bierema (1946-1948)

## Résultats électoraux

### Élections législatives
| Année | Voix    | %   | Sièges  | Rang | Gouvernement |
| ----- | ------- | --- | ------- | ---- | ------------ |
| 1946  | 305 287 | 6,4 | 4 / 150 | 6e   | Opposition   |